# Dead Already
Dead Already è un brano musicale del compositore statunitense Thomas Newman, prima traccia della raccolta American Beauty e della colonna sonora American Beauty: Original Motion Picture Score, pubblicato nel 1999. 
Il brano è la colonna sonora del film American Beauty del 1999 e del film d'animazione Madagascar del 2005.

## Altri usi
- Un campionamento del brano è stato usato nel singolo American Dream di Jakatta del 2000.